# Абалкін Леонід Іванович
Леоні́д Іва́нович Аба́лкін  (5 травня 1930 , Москва  — 2 травня 2011 , Москва ) — радянський і російський економіст. Доктор економічних наук (1971), професор (1972), член-кореспондент АН СРСР (1984), обраний академіком АН СРСР 23 грудня 1987 (згодом академік РАН). Член ЦК КПРС у 1990—1991 роках. Народний депутат СРСР (1989—1991).

## Біографічні відомості
Закінчив Московський інститут народного господарства імені Плеханова в 1952 році. З 1952 року — викладач, заступник директора з навчальної частини Сільськогосподарського технікуму в місті Гусєві Калінінградської області. Член КПРС з 1956 року.
З 1958 року — аспірант Московського державного економічного інституту. З 1961 року — асистент, старший викладач, доцент, з 1966 року — завідувач кафедри політичної економії в Московському інституті народного господарства імені Плеханова. У 1976—1985 роках — професор і завідувач кафедри політичної економії Академії суспільних наук (АСН) при ЦК КПРС. З 1984 року — член-кореспондент, у 1988—1990 роках — член президії Академії наук СРСР. У 1986—1989 і в 1991—2005 роках — директор Інституту економіки АН СРСР/РАН. В останні роки життя був науковим керівником Інституту економіки РАН і завідував кафедрою соціально-економічних проблем МДУ.
На XIX Всесоюзної конференції КПРС (1988) виступив з критикою популярної концепції прискорення: з його точки зору, економіка країни мала потребу не стільки у збільшенні темпів економічного зростання, скільки в структурній перебудові. Перебудову розглядав як механізм розвитку і вдосконалення соціалізму. На конференції він поставив під сумнів пропозицію Михайла Горбачова ввести практику поєднання партійних і державних посад.
У 1989 році був обраний народним депутатом СРСР від КПРС.
В останні роки існування Радянського Союзу Леонід Абалкін з червня 1989 по березень 1991 року працював заступником голови Ради міністрів СРСР в уряді Миколи Рижкова. Одночасно з червня 1989 по березень 1991 року — голова Державної комісії Ради міністрів СРСР з економічної реформи. Комісія розробляла варіанти переходу СРСР від командно-адміністративної економіки до ринкової моделі. Реформи, розроблені Абалкін, не вступили в силу. Новий уряд під керівництвом Єгора Гайдара, що прийшов в 1991 році, піддав розробки академіка критиці.
З 1991 по 2005 рік Леонід Абалкін займав посаду директора Інституту економіки РАН. До останніх днів академік працював науковим керівником Інституту економіки РАН і завідував Кафедрою соціально-економічних проблем МДУ.

## Основні праці
Основні праці з теоретичних і методологічних проблемам політекономії.
- Политическая экономия и экономическая политика. М., 1970;
- Хозяйственный механизм развитого социалистического общества. М., 1973;
- Новый тип экономического мышления. М., 1987;
- Экономические воззрения и государственная деятельность С. Ю. Витте. М., 1995;
- Поиск самоопределения России. М., 2002.